# Emil Oberholzer
Emil Oberholzer, né le 24 décembre 1883 à Deux-Ponts et mort le 4 mai 1958 à New York est un psychiatre et psychanalyste suisse. Il participe à la création de la Société suisse de psychanalyse en 1919 et en devient le premier président.

## Biographie
Issu d'une famille suisse, il vit ses premières années en Allemagne où son père dirige une entreprise, puis revient en Suisse avec sa famille. Il fait ses études de médecine à Zurich, où il obtient son doctorat en 1908, puis se forme à la psychiatrie avec Eugen Bleuler, dont il devient l'assistant à la clinique psychiatrique du Burghölzli. Il y rencontre Mira Gincburg (1887-1949), sa future épouse, elle aussi médecin et psychanalyste. Il est médecin à Breitenau-Schaffhouse, puis exerce au sanatorium de Küsnacht.
Il fait une analyse avec Oskar Pfister puis avec Sigmund Freud et rejoint le groupe zurichois associé à l'Association psychanalytique internationale. Au moment de la rupture entre Freud et Carl G. Jung, il opte pour Freud. Il réalise des analyses selon le dispositif établi par Freud : plusieurs séances hebdomadaires durant plusieurs années.

## Diffusion du test Rorschach
Il s'installe comme psychiatre à Zurich en 1919 et devient un proche d'Hermann Rorschach, dont témoigne leur correspondance qui comporte 29 lettres. Emil Oberholzer collabore activement au développement du Test Rorschach, auquel il consacre plusieurs articles. La mort prématurée de Rorschach à 38 ans, des suites d'une crise d'appendicite, empêche de celui-ci de pleinement développer son test. Après la mort de Rorschach, Oberholzer devient le principal spécialiste européen du test. Il participe à la publication des versions successives du Rorschach’s Psychodiagnostik, dont la première édition date de 1921, et favorise sa diffusion scientifique, notamment aux États-Unis.

## Création de la Société suisse de psychanalyse
Il a également une pratique de psychanalyste, et crée la Société suisse de psychanalyse le 21 mars 1919, avec Mira Oberholzer-Gincburg, Oskar Pfister et Hermann Rorschach. Il en devient le premier président (1919-1928).
Il crée également, en 1928, avec Rudolf Brun, une éphémère Société médicale suisse de psychanalyse, dont seuls les médecins peuvent être membres. L'Association psychanalytique internationale, sollicitée en 1929 pour la reconnaissance de cette nouvelle société, refuse de donner son agrément, Anna Freud estimant « regrettable que les difficultés rencontrées n'aient pas pu être résolues autrement que par une scission d'un groupe ancien ». Cette société est dissoute en 1938, lorsqu'il émigre aux États-Unis.
Le 25 mars 1938, craignant les menaces antisémites pour Mira Gincburg et leur fils Hermann, né en 1926, les Oberholzer s'exilent aux États-Unis. Ils ne peuvent y faire valider leurs diplômes de médecins mais exercent comme psychanalystes à New York. Emil devient membre de la New York Psychoanalytic Society en 1941. Mira Gincburg meurt d'un cancer en 1949 et Emil Oberholzer en 1958.

## Publications
- « Der Neurose entgegen », Schweiz. päd. zschr., X, 32, p. 168-174.
- Hermann Rorschach (et al.) Psychodiagnostik : Methodik und Ergebnisse eines wahrnehmungsdiagnostischen Experiments : Deutenlassen von Zufallsformen ; herausgegeben von Walter Morgenthaler, 3. Aufl., Bern, H. Huber, 1937.